# Jasper MacKenzie
Jasper MacKenzie (* 11. September 1992) ist ein kanadischer Biathlet.
Jasper MacKenzie gab sein internationales Debüt bei den Nordamerikanischen Meisterschaften im Sommerbiathlon 2012 in Canmore, wo er im Verfolgungsrennen auf Rollski Neunter der Gemeinschafts- und Fünfter der Juniorenwertung wurde. Bei den Biathlon-Juniorenweltmeisterschaften 2012 in Kontiolahti wurde er 75. des Einzels, 73. des Sprints und mit Macx Davies, Aaron Gillmor und Kurtis Wenzel Sechster des Staffelrennens. Ein Jahr später kamen in Obertilliach die Platzierungen 65 im Einzel, 73 im Sprint und mit Menno Arendz, Christian Gow und Macx Davies Rang sieben mit der Staffel hinzu. Bei den Kanadischen Meisterschaften des Jahres in Whistler gewann MacKenzie gemeinsam mit Matt Neumann und Megan Heinicke als erste Vertretung von British Columbia die Bronzemedaille im Mixed-Staffelrennen. Zudem wurde er in Einzel, Sprint und Verfolgung jeweils dritter der kanadischen Juniorenmeisterschaften.
Bei den offenen Biathlon-Europameisterschaften 2014 in Nové Město na Moravě konnte MacKenzie sich als 65. des Sprints nicht für das Verfolgungsrennen qualifizieren, wurde 71. des Einzels und an der Seite von Scott Gow, Vincent Blais und Christian Gow las Schlussläufer der letzten nicht überrundeten Staffel Elfter werden. Gegen Ende der Saison 2013/14 folgte in Osrblie das Debüt im IBU-Cup, bei dem der Kanadier 68. eines Sprints wurde.